# Ahale
Ahale (nep. आहाले) – gaun wikas samiti we wschodniej części Nepalu w strefie Kośi w dystrykcie Dhankuta. Według nepalskiego spisu powszechnego z 2001 roku liczył on 806 gospodarstw domowych i 4318 mieszkańców (2118 kobiet i 2200 mężczyzn).